# Besfort Zeneli
Besfort Zeneli (Säter, 21 novembre 2002) è un calciatore svedese con cittadinanza kosovara, centrocampista dell'Elfsborg.

## Biografia
Nato e cresciuto in Svezia, ha origini kosovare-albanesi ed è fratello di Arbër Zeneli, a sua volta calciatore professionista.

## Carriera

### Club
Zeneli è cresciuto nel settore giovanile dell'Elfsborg, con cui ha firmato il primo contratto professionistico nel gennaio del 2022. Ha debuttato in prima squadra il 28 luglio 2022 nell'incontro di qualificazione per la Conference League perso 2-1 contro il Molde. Il 9 luglio 2023 ha segnato il suo primo gol in carriera nel successo per 4-0 sul Kalmar in Allsvenskan.

### Nazionale
Nel 2023 ha disputato 6 partite per il Kosovo Under-21.
Successivamente decide di rappresentare la Svezia, paese in cui è nato e cresciuto, da cui viene convocato per la prima volta il 12 marzo 2025. Dieci giorni dopo ha esordito con gli svedesi nell'amichevole persa 1-0 contro il Lussemburgo.

## Statistiche

### Presenze e reti nei club
Statistiche aggiornate al 15 maggio 2024.
| Stagione        | Squadra         | Campionato      | Campionato | Campionato | Coppe nazionali | Coppe nazionali | Coppe nazionali | Coppe continentali | Coppe continentali | Coppe continentali | Altre coppe | Altre coppe | Altre coppe | Totale | Totale | Totale |
| Stagione        | Squadra         | Comp            | Pres       | Reti       | Comp            | Pres            | Reti            | Comp               | Pres               | Reti               | Comp        | Pres        | Reti        | Pres   | Reti   |        |
| --------------- | --------------- | --------------- | ---------- | ---------- | --------------- | --------------- | --------------- | ------------------ | ------------------ | ------------------ | ----------- | ----------- | ----------- | ------ | ------ | ------ |
| 2022            | Elfsborg        | A               | 2          | 0          | CS+CS           | 0+1             | 0               | UECL               | 1                  | 0                  |             | -           | -           | 4      | 0      |        |
| 2023            | Elfsborg        | A               | 14         | 1          | CS+CS           | 0+1             | 0               |                    | -                  | -                  |             | -           | -           | 15     | 1      |        |
| 2024            | Elfsborg        | A               | 9          | 0          | CS+CS           | 3+0             | 0               |                    | -                  | -                  |             | -           | -           | 12     | 0      |        |
| Totale carriera | Totale carriera | Totale carriera | 25         | 1          |                 | 5               | 0               |                    | 1                  | 0                  |             | -           | -           | 31     | 1      |        |

### Cronologia presenze e reti in nazionale
| Cronologia completa delle presenze e delle reti in nazionale ― Svezia | Cronologia completa delle presenze e delle reti in nazionale ― Svezia | Cronologia completa delle presenze e delle reti in nazionale ― Svezia | Cronologia completa delle presenze e delle reti in nazionale ― Svezia | Cronologia completa delle presenze e delle reti in nazionale ― Svezia | Cronologia completa delle presenze e delle reti in nazionale ― Svezia | Cronologia completa delle presenze e delle reti in nazionale ― Svezia | Cronologia completa delle presenze e delle reti in nazionale ― Svezia |
| Data                                                                  | Città                                                                 | In casa                                                               | Risultato                                                             | Ospiti                                                                | Competizione                                                          | Reti                                                                  | Note                                                                  |
| --------------------------------------------------------------------- | --------------------------------------------------------------------- | --------------------------------------------------------------------- | --------------------------------------------------------------------- | --------------------------------------------------------------------- | --------------------------------------------------------------------- | --------------------------------------------------------------------- | --------------------------------------------------------------------- |
| 22-3-2025                                                             | Lussemburgo                                                           | Lussemburgo                                                           | 1 – 0                                                                 | Svezia                                                                | Amichevole                                                            | -                                                                     | 46’                                                                   |
| 25-3-2025                                                             | Solna                                                                 | Svezia                                                                | 5 – 1                                                                 | Irlanda del Nord                                                      | Amichevole                                                            | -                                                                     | 81’                                                                   |
| 10-6-2025                                                             | Solna                                                                 | Svezia                                                                | 4 – 3                                                                 | Algeria                                                               | Amichevole                                                            | -                                                                     | 79’                                                                   |
| Totale                                                                |                                                                       | Presenze                                                              | 3                                                                     |                                                                       | Reti                                                                  | 0                                                                     |                                                                       |